# Князький, Игорь Олегович
И́горь Оле́гович Кня́зький (род. 9 марта 1951, Флорешты, Молдавская ССР, СССР) — советский и российский историк, специалист в области истории Римской империи, Византии, Древней Руси. Доктор исторических наук (1998), профессор (2000). Почётный работник высшего профессионального образования Российской Федерации. Один из авторов «Православной энциклопедии» и «Энциклопедии для детей».

## Биография
Окончил исторический факультет МГУ имени М. В. Ломоносова в 1976 году.
С 1976 по 1986 гг. работал в системе Академии наук СССР.
С 1988 года на преподавательской работе:
- С 1988 по 2004 год — Коломенский государственный педагогический институт.
- С 2004 по 2013 год — Российский государственный торгово-экономический университет (в 2013 году вошёл в состав Российского экономического университета имени Г. В. Плеханова).
- С 2013 по настоящее время — Московский экономический институт.

В 1990 году в Московском государственном педагогическом институте имени В. И. Ленина защитил диссертацию на соискание учёной степени кандидата исторических наук по теме «Славяне, волохи и кочевники Днестровско-Карпатских земель с середины XII в. до нашествия монголо-татар» (специальность 07.00.02 — история СССР).
В 1998 году в Московском педагогическом государственном университете защитил диссертацию на соискание учёной степени доктора исторических наук по теме «Этническая история Днестровско-Карпатских земель (IX — середина XII в.)» (специальность 07.00.02 — отечественная история).
Под руководством И. О. Князького защищено 6 диссертаций на соискание учёной степени кандидата исторических наук.
Постоянный участник ряда международных и всероссийских научных конференций в МГУ им. М. В. Ломоносова, в МПГУ, Институте Всеобщей истории РАН, Институте славяноведения РАН. Участник Международных конгрессов по византиноведению в Москве (1991 г.), Копенгагене (1996 г.), Париже (2001 г.), Лондоне (2006 г.). Член Международной ассоциации исследований Византии.
С 2001 по 2018 гг. являлся экспертом Рособрнадзора по аккредитации вузов.
Регулярный участник передач по истории Древнего Рима в Российском радиоуниверситете на «Радио России».

## Награды
- Почётная грамота «За заслуги в области образования» Министерства образования Российской Федерации, 1999.
- Нагрудный знак «Почётный работник высшего профессионального образования Российской Федерации» за заслуги в области образования Министерства образования Российской Федерации, 2003.
- Медаль «За вклад в подготовку празднования 70-летия разгрома немецко-фашистских войск под Москвой» Российской муниципальной академии, 2011.
- Диплом I степени — победитель Международного конкурса научно-исследовательских проектов ВУЗов и ССУЗов для преподавателей ВУЗов и ССУЗов в номинации «Монография». Название проекта: «Император Траян» — «Interclover-2019», Нижний Новгород, 2019.
- Диплом I степени — победитель Международного конкурса научно-исследовательских проектов ВУЗов и ССУЗов для преподавателей ВУЗов и ССУЗов в номинации «Монография». Название проекта: «Тиберий. Третий Цезарь, второй Август» — «Interclover-2019», Нижний Новгород, 2019.

## Научные труды
Более 200 научных работ.

### Монографии
- Русь и степь. — М.: Российский научный фонд, 1996. — 129 с.
- Славяне, волохи и кочевники Днестровско-Карпатских земель (конец IX — середина XII вв.). — Коломна: Коломенский педагогический институт, 1997. — 270 с.
- Император Диоклетиан и конец античного мира. — М.: Московский общественный научный фонд, 1999. — 222 с.
- Византия и кочевники южнорусских степей. — Коломна: Коломенский государственный педагогический институт, 2000. — 137 с.
- Византия и кочевники южнорусских степей (второе издание). — СПб.: Алетейя, 2003. — 182 с.
- Нерон. — М.: Молодая гвардия (серия ЖЗЛ), 2007. — 313 с.
- Славяне и Русь на Днестре и в Прикарпатье. — М.: МГТУ имени Н. Э. Баумана, 2007. — 217 с.
- Нерон. Аудио-книга. — М.: Молодая гвардия (серия ЖЗЛ), ООО «ЭКСМО-СИДИКОМ», 2008. 11 час, 59 мин.
- Калигула. — М.: Молодая гвардия (серия ЖЗЛ), 2009. — 250 с.
- Император Диоклетиан и закат античного мира. — СПб.: Алетейя, 2010. — 143 с.
- Калигула. — М.: Молодая гвардия (серия ЖЗЛ, второе издание), 2011. — 254 с.
- Тиберий. Третий Цезарь, второй Август. — СПб.: Алетейя, 2012. — 368 с.
- Нерон. — М.: Молодая гвардия (серия ЖЗЛ, 2-е издание), 2013 г. — 313 с.
- Император Траян. — СПб.: Алетейя, 2016. — 160 с.
- Византия, Русь, номады. — М.: Московский экономический институт, 2017. — 272 с.
- Тиберий. — М.: Молодая гвардия (серия ЖЗЛ), 2018. — 371 с.
- Нерон. — М.: Молодая гвардия, 2019. — 313 с.
- Калигула. — М.: Молодая гвардия, 2019. — 250 с.
- Адриан. — М.: Молодая гвардия (серия ЖЗЛ), 2020. — 296 с.
- Император Август и его время. — СПб.: Алетейя, 2021. — 618 с.
- Септимий Север. Африканец на Палатине. — СПб.: Алетейя, 2024. — 242 с.

### Учебные пособия
- История России в портретах её правителей. Выпуск I: Правители Киевской Руси. — Коломна: Коломенский педагогический институт, 1999. — 130 с.
- История России в портретах её правителей. — М.: Московский экономический институт, 2015. — 524 с. Соавторы: Долаева С. Д., Козырева С. Н.